# Anceaumeville
Anceaumeville – miejscowość i gmina we Francji, w regionie Normandia, w departamencie Sekwana Nadmorska.
Według danych na rok 1990 gminę zamieszkiwało 566 osób, a gęstość zaludnienia wynosiła 121 osób/km² (wśród 1421 gmin Górnej Normandii Anceaumeville plasuje się na 412. miejscu pod względem liczby ludności, natomiast pod względem powierzchni na miejscu 713.).